# Hesperosaurus

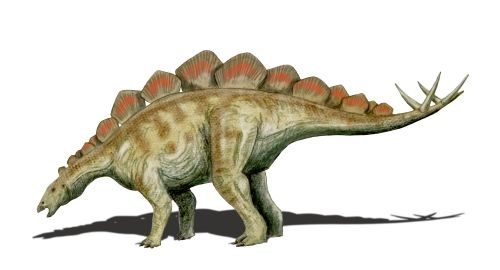
Hesperosaurus mjosi

Hesperosaurus mjosi is een plantenetende ornithischische dinosauriër, behorend tot de Stegosauria, die tijdens het late Jura leefde in het gebied van het huidige Noord-Amerika.

## Vondst en naamgeving
In juni 1985 vond Patrick McSherry op de ranch van S.B. Smith in Johnson County, Wyoming, het skelet van een stegosauriër. Omdat de rots te hard was voor hem om te bewerken haalde hij Ronald G. Mjos van het commerciële Western Paleontological Laboratories Inc. erbij met diens zakenpartner Jeff Parker. Die kregen weer assistentie van de paleontoloog Dee Hall van de Brigham Young University. In eerste instantie werd het aangezien voor een exemplaar van Stegosaurus. Enkele jaren later werd het preparateur Clifford Miles duidelijk dat het om een nog onbekende soort ging.
In 2001 werd de typesoort Hesperosaurus mjosi benoemd en beschreven door Kenneth Carpenter, Clifford Miles en Karen Cloward. De geslachtsnaam is afgeleid van het Oudgriekse ἕσπερος, hesperos, "westelijk", als verwijzing naar de westelijke vindplaats. De soortaanduiding eert Mjos.
Het holotype, HMNH 001 (later HMNS 14), is gevonden in een laag van de Windy Hill Member van onderste Morrisonformatie welke dateert uit het vroege Kimmeridgien, ongeveer 156 miljoen jaar oud. Het was in 2001 de oudste bekende Amerikaanse stegosauriër. Het bestaat uit een gedeeltelijk skelet met schedel. Bewaard zijn gebleven: een uit elkaar gevallen schedel, de achterste onderkaken, een tongbeen, dertien halswervels, dertien ruggenwervels, drie sacrale wervels, vierenveertig staartwervels, nekribben, ribben en chevrons, een linkerschouderblad, beide bekkenhelften, verbeende pezen en tien rugplaten. Het skelet lag gedeeltelijk in verband en is van een oud individu, met veel geheelde breuken. Het maakt deel uit van de collectie van het Japanse Hayashibara Museum of Natural History te Okayama. Het Denver Museum of Natural History heeft een door Mjos geschonken afgietsel, met als inventarisnummer DMNH 29431.
Van 1995 af zijn andere specimina aan de soort toegewezen, soms onder voorbehoud. In de Howe-Stephens Quarry in Big Horn County, Wyoming, genoemd naar de historische locatie van de Howe Ranch die nog door Barnum Brown geëxploiteerd was en de nieuwe grondeigenaar Press Stephens, werden in dat jaar door de Zwitser Hans Jacob Siber fossielen van stegosauriërs opgegraven. Het eerste was SMA 3074-FV01 (ook wel SMA M04), een gedeeltelijk skelet bijgenaamd "Moritz" in verwijzing naar Max und Moritz omdat eerder een sauropode skelet al "Max" genaamd was — later werd dit toegewezen aan Galeamopus. In september 1995 werd specimen SMA 0018 (ook wel abusievelijk met SMA M03 aangeduid) ontdekt, "Victoria", genoemd naar de overwinning die het team boekte omdat het ook de allosaurus Big Al Two gevonden had nadat men de oorspronkelijke Big Al als federaal eigendom had moeten afstaan. Het gaat om een erg volledig skelet met schedel dat ook huidafdrukken bewaart. Een derde specimen werd in 2002 gevonden: SMA 0092 (eerder SMA L02), "Lilly" genoemd naar de zusters Nicola en Rabea Lillich die als vrijwilligers aan de opgravingen deelnamen. Deze drie latere exemplaren maken deel uit van de collectie van het Zwitserse Sauriermuseum Aathal. Oorspronkelijk werden alleen "Moritz" en "Lilly" na 2001 als een cf. Hesperosaurus mjosi aangeduid nadat ze eerst als exemplaren van Stegosaurus waren gezien. In 2010 werd "Victoria" waarover het museum het oordeel opschortte, door Nicolai Christiansen aan Hesperosaurus mjosi toegewezen.
Carpenter ging sterk uit van het vooropgezette idee dat Hesperosaurus wegens zijn hoge leeftijd een zeer basale of "primitieve" stegosauriër zou zijn. In 2008 echter vond Susannah Maidment in een exacte analyse dat het dier juist een hoge positie in de stamboom had en samen met de Chinese Wuerhosaurus nauw verwant was aan Stegosaurus. Hierop voegde ze alle drie de geslachten samen onder de naam Stegosaurus, zodat Hesperosaurus mjosi een Stegosaurus mjosi werd. Dat was toen al erg ouderwets: omdat het begrip "geslacht" geen empirische inhoud heeft maar berust op een willekeurige, zonder gedefinieerde mate van verwantschap, samenvoeging van soorten is het in de paleontologie in toenemende mate de gewoonte geworden iedere soort maar een eigen geslacht te geven. Veel onderzoekers blijven daarom van "Hesperosaurus" spreken. Maidment zelf sloot zich hier in 2017 bij aan.
Een groot probleem is dat er geen omvattende beschrijving bestaat van al het mogelijke materiaal. Carpenter zag zijn eigen beschrijving uit 2001 als "voorlopig" en de Howe-Stephens Quarry-exemplaren zijn wel uitstekend gedocumenteerd en geïllustreerd maar grotendeels nog onbeschreven. Een dergelijke beschrijving is sinds 2010 in voorbereiding door de Portugese paleontoloog Octávio Mateus.
In 2015 werden nieuwe vondsten gemeld. Deze bestaan uit minstens vijf individuen waarvan de botten door elkaar zijn gevonden in de JRDI 5ES Quarry nabij Grass Range, Montana, en twee individuen gevonden in de Meilyn Quarry in Como Bluff, Wyoming. De schattingen over het aantal zijn gebaseerd op de gevonden bekkens. De vondsten zijn aan Hesperosaurus toegewezen op grond van het druppelvormig uiteinde van de doornuitsteeksels van de voorste staartwervels.
In 2018 werd een nieuw specimen beschreven, MOR 9728, in 2015 gevonden in de O'Hair Quarry in Montana. Het bestaat uit een gedeeltelijk skelet met een vrijwel complete schedel van een jongvolwassen individu.

## Beschrijving

### Grootte en onderscheidende kenmerken

Hesperosaurus in grootte vergeleken met een mens

Hesperosaurus is een vrij grote stegosauriër. In 2010 schatte Gregory S. Paul de lichaamslengte op zesenhalve meter, het gewicht op drieënhalve ton. De gevonden exemplaren verschillen in lengte; zo is "Moritz" ongeveer 4,5 meter lang.

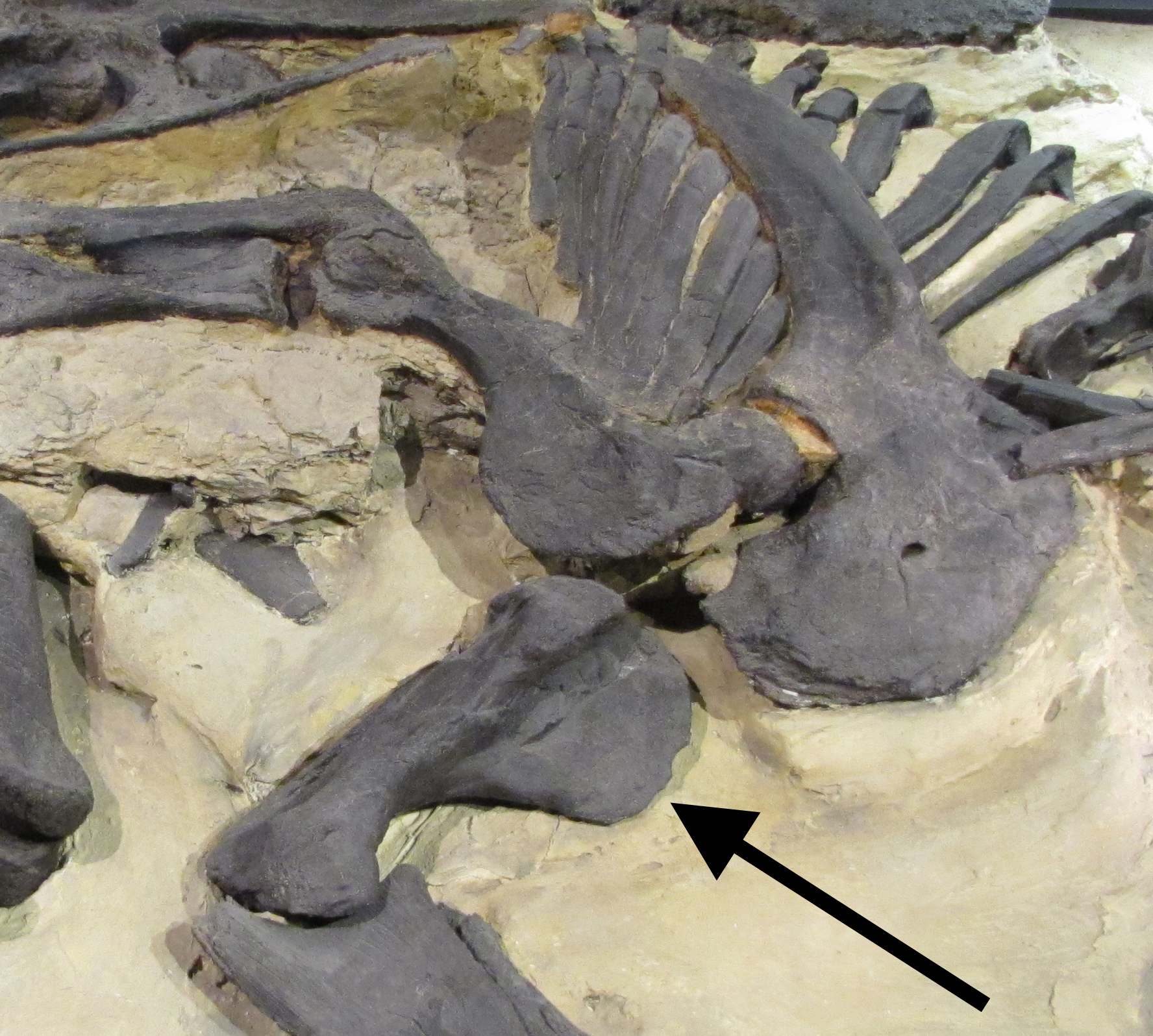
Voorpoten van "Lilly"; de pijl wijst naar de deltopectorale kam van het opperarmbeen

Carpenter gaf in 2001 een diagnose met een lange reeks onderscheidende eigenschappen. Die was echter gebaseerd op het uitgangspunt dat Hesperosaurus een erg basale soort was. Hierdoor werden grotendeels verschillen met de basale stegosauriër Huayangosaurus aangegeven. Gezien de in feite meer afgeleide positie, waren die niet in staat Hesperosaurus van zijn echte directe verwanten te onderscheiden. Eén eigenschap was duidelijk uniek: een gewelfd frontopariëtale, de voorkant van het schedeldak.
Peter Malcolm Galton gaf in 2004 vijf autapomorfieën, unieke afgeleide eigenschappen: een breed beenplateau bij het bovenkaaksbeen; nekribben met verbrede onderste uiteinden; de doornuitsteeksels van de voorste staartwervels hebben in bovenaanzicht een druppelvormig profiel; in de rug bevinden zich verbeende pezen; de nekplaten zijn van voor naar achter lang en ovaal. Maidment kon daarvan in 2008 geen enkele als uniek bevestigen maar gaf drie andere autapomorfieën: het bezit van elf ruggenwervels; de vierde sacrale wervel is niet vergroeid met het heiligbeen; de rugplaten zijn van voor naar achter langer dan hoog. Maidment gaf daarnaast een lijst kenmerken waarin Hesperosaurus basaler zou zijn dan Stegosaurus armatus. In de atlas is de wervelboog zelfs bij volwassen exemplaren niet met het intercentrum vergroeid. Bij de achterste halswervels steken de achterste gewrichtsuitsteeksels niet in belangrijke mate naar boven uit. Bij de ruggenwervels is er geen opwaartse verlenging van de wervelbogen boven het niveau van het ruggenmergkanaal. Er zijn verbeende pezen op de achterste wervelkolom. De ribben zijn aan hun onderste uiteinden verbreed. De doornuitsteeksels van de staartwervels zijn niet gevorkt. Het onderste uiteinde van het schaambeen is verbreed.
Carpenter aanvaardde het onderbrengen van Hesperosaurus bij Stegosaurus niet. Hij wees er samen met Galton op dat het holotype van Stegosaurus armatus van erg slechte kwaliteit was, zonder duidelijke onderscheidende kenmerken. In de analyse van Maidment was de nauwe verwantschap tussen Hesperosaurus en Stegosaurus armatus het gevolg van het combineren in die laatste soort van het grootste deel van het bekende stegosauriërmateriaal uit Noord-Amerika waardoor zij erg variabel werd en dus de kans op overeenkomsten sterk toenam. Galton stelde voor om Stegosaurus armatus als een niet verder dan stegosauride te determineren nomen dubium te beschouwen en diende een verzoek in bij het ICZN om de als een aparte soort te beschouwen Stegosaurus stenops tot nieuwe typesoort van Stegosaurus te maken. Carpenter sloot zich daarbij aan en wees erop dat er tussen Hesperosaurus en Stegosaurus stenops meer en duidelijker verschillen waren. In 2010 gaf hij een verbeterde diagnose van Hesperosaurus die alleen bestond uit kenmerken waarin Hesperosaurus van Stegosaurus stenops afweek. De fenestra antorbitalis is groot in plaats van heel klein. Het bovenkaaksbeen is kort en hoog met een hoogte die de helft bedraagt van de lengte in plaats van een derde. Het basisfenoïde is kort in plaats van lang. Er zijn dertien halswervels in plaats van tien. Er zijn dertien ruggenwervels in plaats van zeventien. De middelste ruggenwervels hebben een basale vorm door een lage wervelboog, in plaats van een hoge. De nekribben hebben verbrede uiteinden. Bij de voorste staartwervels is de bovenkant van de doornuitsteeksels afgerond in plaats van gevorkt. De voorrand van het schouderblad is in het midden ingesprongen in plaats van evenwijdig te lopen aan de achterrand. Het voorblad van het darmbeen is sterk naar bezijden gericht in plaats van matig. Het achterblad van het darmbeen is knopvormig gezwollen aan het achterste uiteinde. Het uiteinde van de processus praepubicus is naar boven toe verbreed. De platen op de heup en de staartbasis zijn ovaal en laag in plaats van hoger en driehoekig.
Carpenter concludeerde dat Hesperosaurus een apart geslacht was waarbij hij beklemtoonde dat dit meer een "filosofisch" dan een wetenschappelijk vraagstuk was. Het onderscheid maken met Stegosaurus stenops verheldert de zaak maar ten dele omdat Galton, die overigens Hesperosaurus ook als een geldig genus zag, meerdere stegosaurussoorten als geldig erkende en Carpenter niet aangaf hoe het stegosauride materiaal nu precies gegroepeerd moest worden.
Maitland erkende in 2018 maar twee autapomorfieën: behalve de lage rugplaten het holle profiel van de onderkant van de draaier in zijaanzicht.

### Skelet

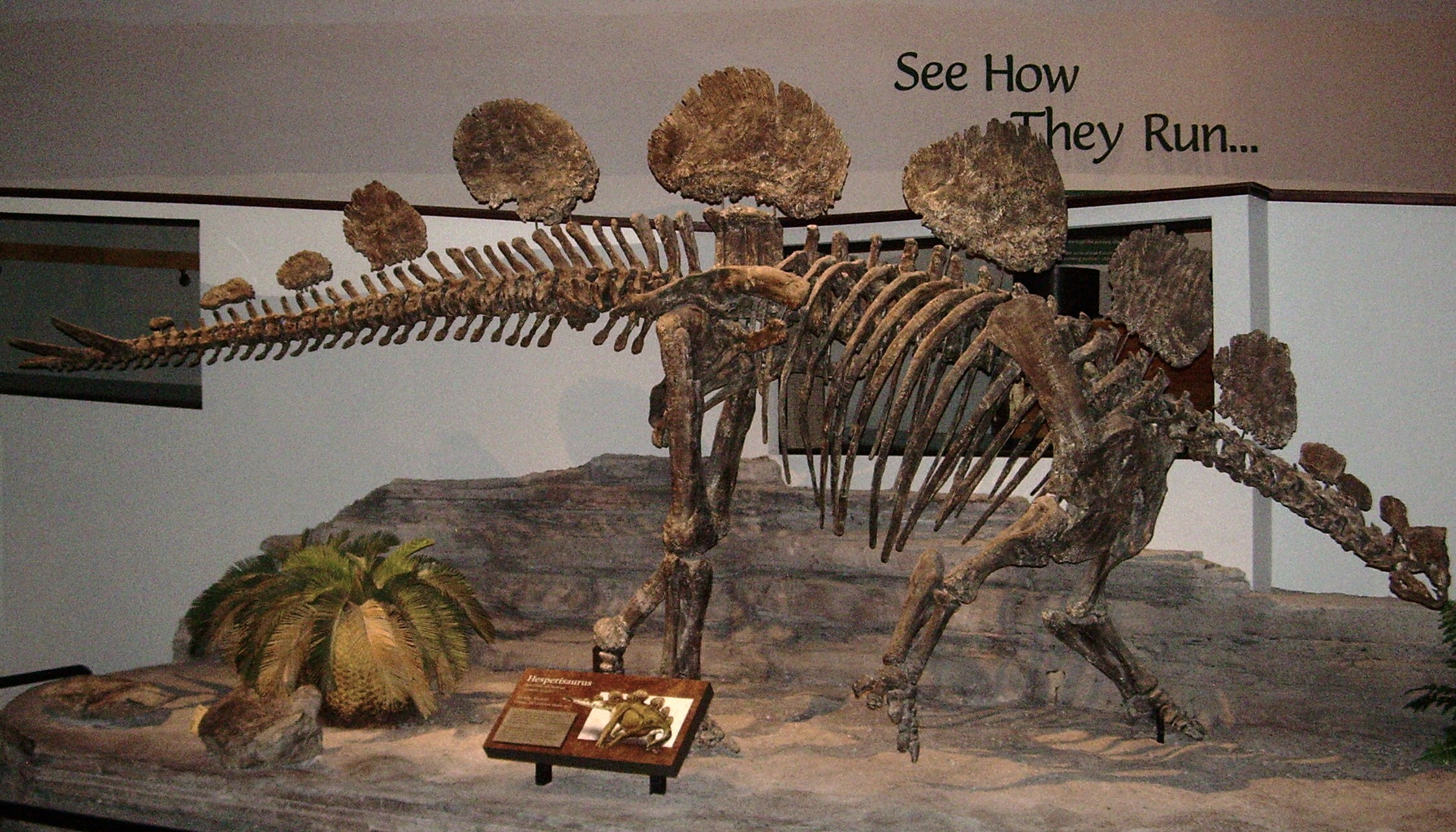
Een skeletmodel van Hesperosaurus

In het algemeen lijkt het skelet van Hesperosaurus sterk op dat van Stegosaurus armatus of Stegosaurus stenops. In de oorspronkelijke beschrijving door Carpenter uit 2001 is vooral de schedel verschillend. Die werd in stukken gevonden terwijl de snuitpunt ontbrak wat volop ruimte bood voor allerlei mogelijke interpretaties. Carpenter kwam tot een "basale" reconstructie waarbij het cranium kort was en bol, net als bij Huayangosaurus, een duidelijke tegenstelling met de zeer platte schedel van Stegosaurus stenops. In latere reconstructies echter kwam men voor Hesperosaurus tot een langwerpiger en plattere schedel, terwijl die van Stegosaurus boller bleek zodat het verschil maar zeer relatief was. Het bovenkaaksbeen van Hesperosaurus lijkt hoger, vooral achteraan en meer gedrongen. Dit weerspiegelt zich in een kleiner aantal maxillaire tanden: twintig tegen vierentwintig tot vijfentwintig bij Stegosaurus. Deze verschillen worden bevestigd door de Aathalexemplaren. Deze tonen ook dat de snuit erg spits is in zijaanzicht. Het vermeende afhangen van het achterhoofd en de grote fenestra antorbitalis lijken echter niet op werkelijkheid te berusten. Het basisfenoïde, de zone aan de onderkant van de hersenpan, is korter dan bij Stegosaurus stenops maar dit kenmerk wordt gedeeld door Stegosaurus ungulatus.

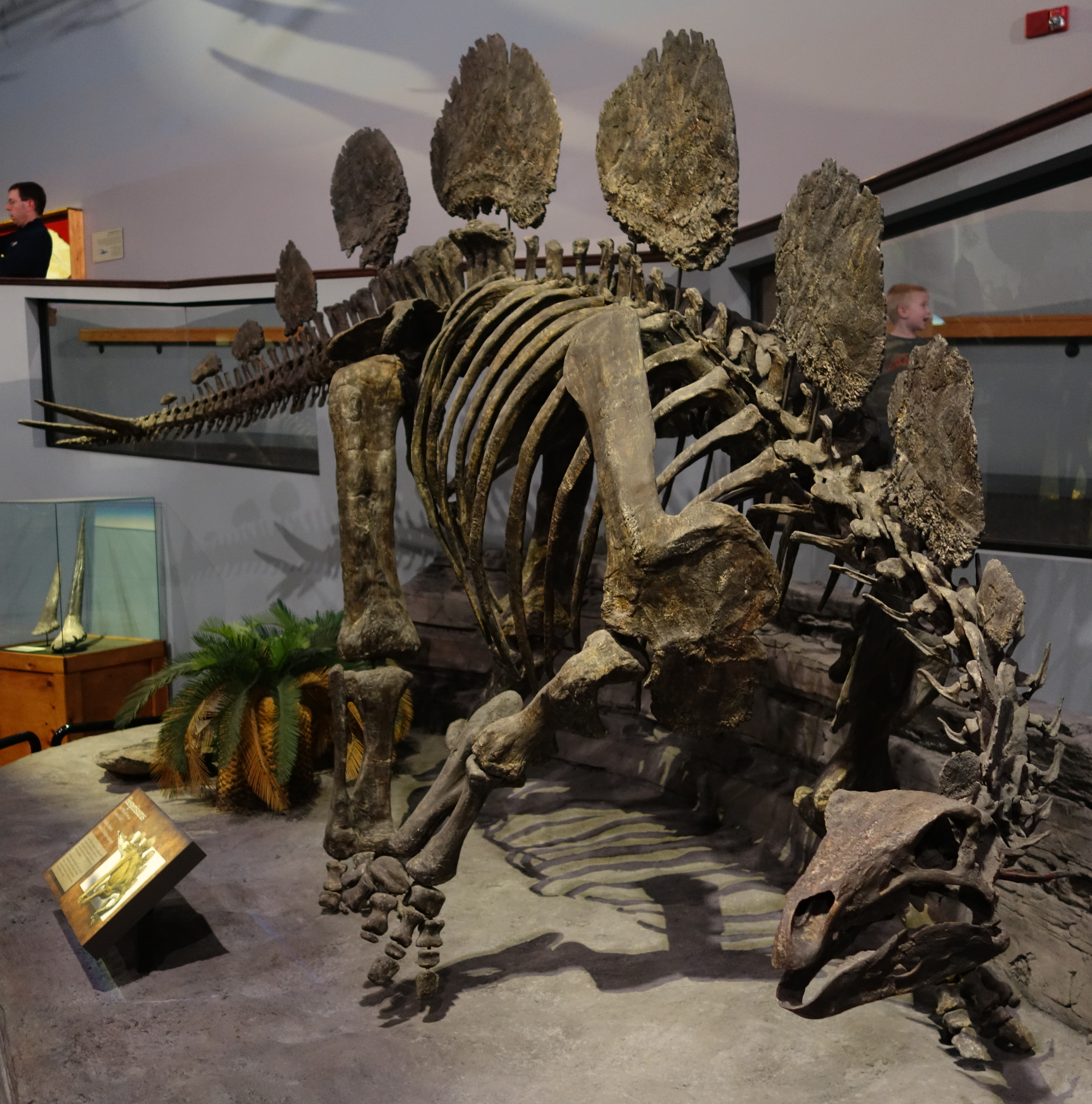
Het skeletmodel in vooraanzicht

De onderkaak is achteraan erg hoog en wat bol. Er is een langwerpig en vrij groot zijvenster tussen het dentarium, surangulare en angulare, duidelijk aanzienlijker van omvang dan bij Stegosaurus stenops. Het predentarium vooraan, bewaard bij de Aathalexemplaren, heeft een grote afhangende hoekige "kin" die bij "Vicky" in zijaanzicht haakvormig is.
Het aantal dentaire tanden kon Carpenter in 2001 niet vaststellen. De Aathalexemplaren wijzen erop dat het ongeveer even hoog ligt als de maxillaire tanden. Volgens Carpenter waren de tanden sterk gelijkend op die van Stegosaurus, zij het iets groter. Galton stelde in 2007 dat er duidelijke verschillen waren met Stegosaurus stenops in zoverre dat bij Hesperosaurus ruwe afgeronde verticale richels aanwezig waren op het bovenste gedeelte van de tandkroon, één per vertanding en dat de fijnere groefjes op het tandoppervlak zwak waren ontwikkeld.
Een op het eerste gezicht duidelijk discreet in plaats van geleidelijk verschil tussen Hesperosaurus en Stegosaurus lijkt de indeling van de wervelkolom te zijn. Volgens Carpenter had Hesperosaurus zowel dertien halswervels als ruggenwervels, terwijl Stegosaurus tien halswervels zou hebben en zeventien ruggenwervels. Toch wijkt de bouw veel minder onderling af dan deze aantallen suggereren. De halswervels gaan namelijk geleidelijk in de ruggenwervels over en het hangt van het gekozen criterium af waar de grens ligt. Carpenter koos hiervoor de oriëntatie van de parapofysen, de zijuitsteeksels die het bovenste ribgewricht dragen. Bij de twaalfde en dertiende halswervel van Hesperosaurus zijn die horizontaal gericht net als in de nek, terwijl diezelfde presacrale wervels bij Stegosaurus schuin omhoog stekende parapofysen hebben zoals in de rug. Kijken we echter naar de rib zelf dan is die bij de twaalfde en dertiende wervel van Hesperosaurus naar beneden stekend. De ribschacht is bij deze wervels ook niet in verband gevonden en de lengte is onzeker. Ook van de ruggengraat is het achterste deel verspreid geraakt zodat het aantal van dertien slechts berust op een aangenomen totaal voor alle prescrale wervels samen van zesentwintig. Bij "Lilly", het enige Aathalexemplaar met volledige voorste wervelkolom, neemt men tien halswervels en zeventien ruggenwervels aan.
De eerste twee halswervels zijn bij het holotype opvallend slecht vergroeid. Bij de atlas zijn de twee wervelbogen niet met het intercentrum versmolten; bij de draaier is het voorste, relatief laag geplaatste, tandvormig uitsteeksel niet vergroeid met het centrum. Dit zou er simpelweg op kunnen duiden dat het exemplaar niet al te oud is maar de verdere toestand van het skelet lijkt dat te weerspreken. Bij de draaier is de onderzijde zadelvormig. De halswervels zijn vrij langwerpig maar hebben overigens een wat basale vorm met lage brede doornuitsteeksels bovenop en een lage brede kiel aan de onderzijde.
Bij de wervels van de achterste hals en de rug steken de gewrichtsuitsteeksels niet sterk boven de wervelboog uit. Die laatste is in de rug ook niet extreem verhoogd, zoals bij Stegosaurus. Evenmin bereiken de zijuitsteeksels schuin omhoog stekend het niveau van de top van het doornuitsteeksel. Bij de voorste staartwervels heeft het doornuitsteeksel in vooraanzicht een druppelvormige doorsnede. De staartwervels veranderen naar achteren toe geleidelijk in vorm. Tot de vijftiende wervel is het zijuitsteeksel klampvormig met een bovenste en onderste tak. Bij de twintigste wervel is het zijuitsteeksel gereduceerd tot een kleine verheffing. Bij de drieëndertigste wervel verheft het doornuitsteeksel zich niet meer boven de gewrichtsuitsteeksels.
Het verschil in het schouderblad met Stegosaurus stenops bestaat niet in vergelijking met veel materiaal dat aan Stegosaurus armatus is toegewezen en dat een overeenkomende insnoering boven de processus acromialis toont, met een plotse knik in de voorrand. Overigens lijkt de voorpoot bij de Aathalexemplaren sterk op die van Stegosaurus, met een driehoekige deltopectorale kam en een vrij lange onderarm.
De voorbladen van de darmbeenderen staan sterk uiteen. Het schaambeen is lang en slank met vooraan een dunne processus praepubicus. De slanke schacht heeft achteraan in zijaanzicht een lepelvormig verbreed uiteinde. Het zitbeen loopt achteraan niet taps toe.

### Osteodermen

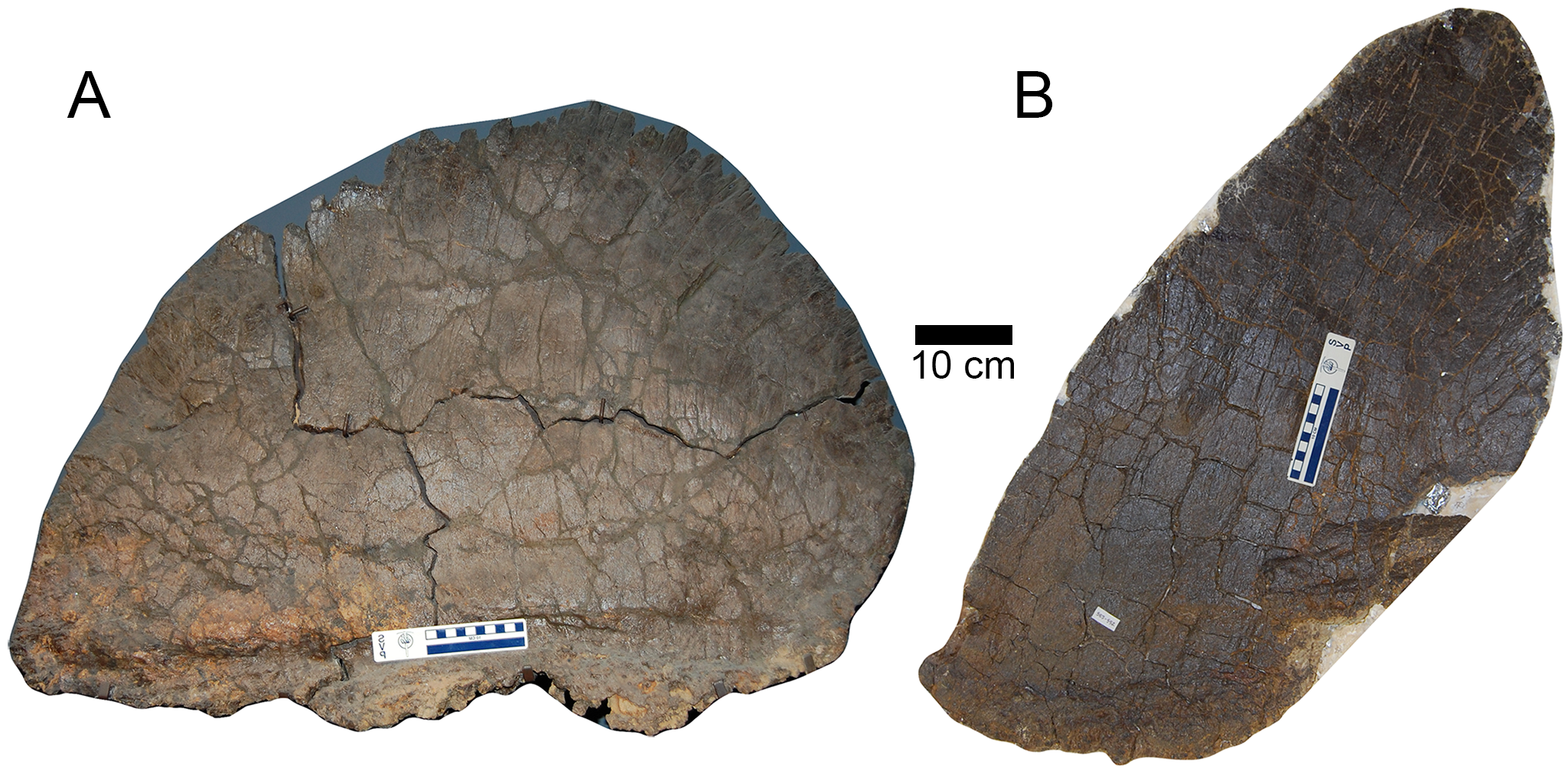
De platen van Hesperosaurus kunnen een hoge of een lage vorm hebben; misschien weerspiegelt dit het geslacht van het individu

Hesperosaurus is uitgerust met huidverbeningen, osteodermen, in de vorm van platen op de nek en rug en stekels op de staart. Een onderzoek door CAT-scans van het holotype uit 2012 toonde aan dat deze dezelfde interne structuur hebben als die van Stegosaurus. De platen hebben een dunne dichte beenwand en zijn gevuld met dik sponsachtig bot. Door dat bot lopen uitgebreide lange, pijpvormige, aderkanalen. Het bot is tijdens de groei in een metaplastisch proces kennelijk steeds opnieuw gemodelleerd om de vorm van de plaat te handhaven terwijl de grootte toenam. De stekels hebben dikke wanden. Van binnen hebben ze sponsachtig bot met kleine holten. Door de lengteas van de stekel loopt een enkel groot aderkanaal.
Volgens Carpenters beschrijving uit 2001 verschilden de platen van Hesperosaurus duidelijk van die van Stegosaurus, doordat ze laag waren, langer dan hoog, en ruitvormig, in plaats van hoger dan lang en driehoekig. Carpenter identificeerde tien platen bij het holotype die gezien de asymmetrische vorm van hun bases duidelijk in twee rijen stonden, links en rechts van de middenlijn. De Aathalexemplaren hebben twijfel doen ontstaan over dit onderscheid. Hun platen, vooral bij "Moritz", zijn vrij puntig en lijken erg op die van Stegosaurus stenops. De platen van het holotype zijn duidelijk door erosie beschadigd en het is mogelijk dat ze oorspronkelijk ook een hogere punt hadden. Het is wel verondersteld dat Hesperosaurus achttien platen had, net zoveel als het hoogste aantal ooit bij Stegosaurus vastgesteld in specimen NHMUK R36730.
De staart is vermoedelijk voorzien van een "Thagomizer" met twee paar stekels. Het voorste paar is dikker, het achterste langer en meer naar achteren gericht.
Bij "Victoria" zijn huidafdrukken gevonden en in 2010 beschreven. Op de onderkant van de flank van de ribbenkast zijn vrij strakke rijen kleine, zeshoekige, bultige, niet-overlappende schubben zichtbaar, gescheiden door nauwe ondiepe groeven. Ze hebben een doorsnede van twee tot zeven millimeter, gemiddeld vier à vijf millimeter. Hoger op de flank zijn twee grotere ovale structuren zichtbaar, een twintig bij vijftien millimeter in omvang, een tweede tien bij acht millimeter. Het gaat wellicht niet om elementen uit een rij osteodermen maar om grote hoornen schubben, ieder omringd door respectievelijk dertien en negen kleinere schubben. Zulke "rozetten" zijn ook bij andere dinosauriërs gevonden.

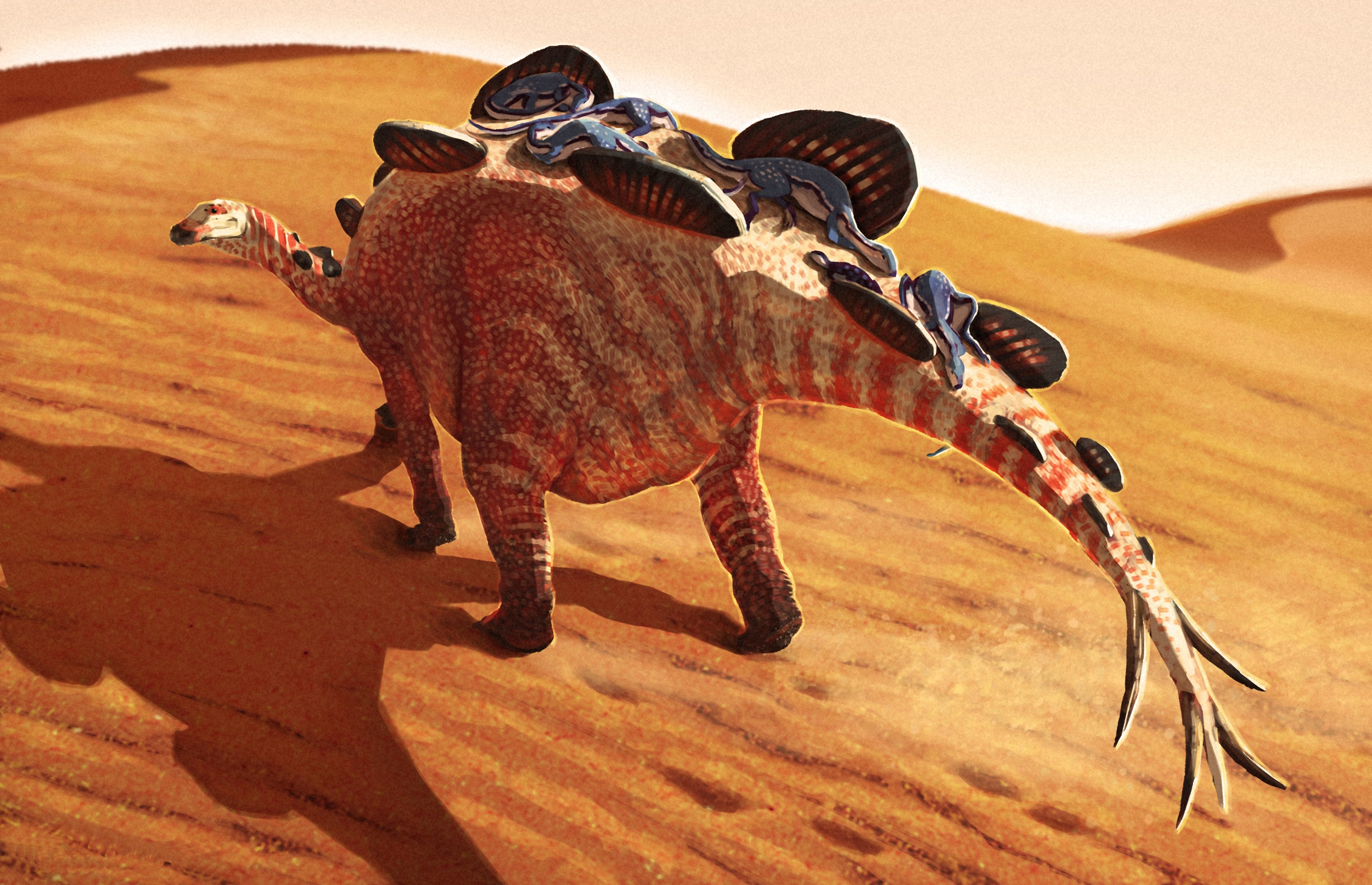
De functie van structuren als de osteodermen kan heel anders zijn dan wij nu vermoeden

Naast de schubben op de ribben is ook een stuk van de bedekking van de onderkant van een beenplaat gevonden met een oppervlakte van tweehonderd vierkante centimeter. Dit laat geen schubben zien maar evenwijdige verticale richels op een overigens glad vlak, tot een halve millimeter uitstekend, en minstens twee millimeter van elkaar gescheiden. Het gaat hier vermoedelijk om de oppervlakstructuur van de hoornschacht van de beenplaat. Dit wordt bevestigd door de oriëntatie van de aderkanalen op de plaat. Het was in 2010 de eerste keer dat een hoornen schacht bij een stegosauriër gemeld werd. De hoornbedekking zou het waarschijnlijker maken dat de platen voor verdediging gebruikt werd omdat ze de sterkte van de hele plaat zou vergroten en die voorzien van scherpe snijranden. Ook een functie als pronkorgaan zou door een hoornschacht zijn versterkt omdat die de totale oppervlakte van de plaat aanzienlijk zou hebben vergroot en zulke hoornschachten vaak opvallend gekleurd zijn. Een hoornen bedekking zou echter het gebruik als temperatuursregelaar hebben gehinderd, door een extra isolerende laag, waarvan het gladde oppervlak de warmteuitwisseling zou hebben beperkt. Echter, een zekere regulatie zou toch mogelijk zijn geweest, zoals bewezen wordt door moderne runderen en eenden die hoorns en snavels gebruiken om af te koelen.
De schubben bestaan vermoedelijk zowel uit natuurlijke afgietsels waarbij het oorspronkelijke weefsel is verdwenen en opgevuld door sediment, als uit echte afdrukken. De hoornplaatbedekking lijkt echter een echte afdruk te zijn. Dit houdt in dat de waarneembare richels in feite groeven moeten zijn geweest. De verschillende huid- en hoornreliefs zijn ten dele bedekt door een donkere laag. Dit zou de resten, of via een bacteriële verwerking de omzettingsresten, van het huid- of hoornweefsel kunnen vertegenwoordigen maar dit is niet nader onderzocht.

## Fylogenie
Carpenter baseerde zijn opvatting dat Hesperosaurus erg basaal was niet alleen op de ouderdom en algemene indrukken maar ook op een exacte kladistische analyse die liet zien dat de soort nauw verwant was aan de Britse Dacentrurus, die indertijd nog vaak als "primitief" werd gezien. Hij moest zelf echter toegeven dat de analyse nogal tekortschoot in het aantal kenmerken waarvoor gecodeerd kon worden — waarbij hij veel taxa op veel van die kenmerken niet eens had kunnen controleren.
Stegosauria
```
|--
Huayangosaurus

`--
Stegosauridae

 `--+-?
Chungkingosaurus

   `--+--
Chialingosaurus

    `--+--+--
Wuerhosaurus

      | `--+--
Dacentrurus

      |   `--
Hesperosaurus

      `--+--
Tuojiangosaurus
 
       `--+--+--
Kentrosaurus
      
         | `--
Lexovisaurus

         `--+--
Stegosaurus stenops

          `--
Stegosaurus ungulatus
 (=?
S. armatus
)
```

In 2008 publiceerde Maidment een veel uitgebreidere analyse en daarin viel Hesperosaurus uit als een nauwe verwant van Wuerhosaurus en Stegosaurus armatus, de reden om alle drie de vormen bij het geslacht Stegosaurus onder te brengen. Hoewel dat laatste in beginsel een persoonlijke keuze is, bevestigt het de nauwe gelijkenis tussen Hesperosaurus en Stegosaurus die de Aathalexemplaren aantoonden.
Een iets verbeterde versie van de analyse uit 2009 leverde de volgende stamboom op:
|  | Dacentrurus |
|  |             |
|  | Miragaia    |
|  |             |

|  | Stegosaurus                                                    |
|  |                                                                |
|  | \| \| Wuerhosaurus \| \| \| \| \| \| Hesperosaurus \| \| \| \| |
|  |                                                                |
|  | Wuerhosaurus                                                   |
|  |                                                                |
|  | Hesperosaurus                                                  |
|  |                                                                |

|  | Wuerhosaurus  |
|  |               |
|  | Hesperosaurus |
|  |               |

|  | Dacentrurus |
|  |             |
|  | Miragaia    |
|  |             |

|  | Stegosaurus                                                    |
|  |                                                                |
|  | \| \| Wuerhosaurus \| \| \| \| \| \| Hesperosaurus \| \| \| \| |
|  |                                                                |
|  | Wuerhosaurus                                                   |
|  |                                                                |
|  | Hesperosaurus                                                  |
|  |                                                                |

|  | Wuerhosaurus  |
|  |               |
|  | Hesperosaurus |
|  |               |

|  | Dacentrurus |
|  |             |
|  | Miragaia    |
|  |             |

|  | Stegosaurus                                                    |
|  |                                                                |
|  | \| \| Wuerhosaurus \| \| \| \| \| \| Hesperosaurus \| \| \| \| |
|  |                                                                |
|  | Wuerhosaurus                                                   |
|  |                                                                |
|  | Hesperosaurus                                                  |
|  |                                                                |

|  | Wuerhosaurus  |
|  |               |
|  | Hesperosaurus |
|  |               |

|  | Dacentrurus |
|  |             |
|  | Miragaia    |
|  |             |

|  | Stegosaurus                                                    |
|  |                                                                |
|  | \| \| Wuerhosaurus \| \| \| \| \| \| Hesperosaurus \| \| \| \| |
|  |                                                                |
|  | Wuerhosaurus                                                   |
|  |                                                                |
|  | Hesperosaurus                                                  |
|  |                                                                |

|  | Wuerhosaurus  |
|  |               |
|  | Hesperosaurus |
|  |               |

|  | Dacentrurus |
|  |             |
|  | Miragaia    |
|  |             |

|  | Stegosaurus                                                    |
|  |                                                                |
|  | \| \| Wuerhosaurus \| \| \| \| \| \| Hesperosaurus \| \| \| \| |
|  |                                                                |
|  | Wuerhosaurus                                                   |
|  |                                                                |
|  | Hesperosaurus                                                  |
|  |                                                                |

|  | Wuerhosaurus  |
|  |               |
|  | Hesperosaurus |
|  |               |

|  | Dacentrurus |
|  |             |
|  | Miragaia    |
|  |             |

|  | Stegosaurus                                                    |
|  |                                                                |
|  | \| \| Wuerhosaurus \| \| \| \| \| \| Hesperosaurus \| \| \| \| |
|  |                                                                |
|  | Wuerhosaurus                                                   |
|  |                                                                |
|  | Hesperosaurus                                                  |
|  |                                                                |

|  | Wuerhosaurus  |
|  |               |
|  | Hesperosaurus |
|  |               |

|  | Dacentrurus |
|  |             |
|  | Miragaia    |
|  |             |

|  | Stegosaurus                                                    |
|  |                                                                |
|  | \| \| Wuerhosaurus \| \| \| \| \| \| Hesperosaurus \| \| \| \| |
|  |                                                                |
|  | Wuerhosaurus                                                   |
|  |                                                                |
|  | Hesperosaurus                                                  |
|  |                                                                |

|  | Wuerhosaurus  |
|  |               |
|  | Hesperosaurus |
|  |               |

|  | Dacentrurus |
|  |             |
|  | Miragaia    |
|  |             |

|  | Stegosaurus                                                    |
|  |                                                                |
|  | \| \| Wuerhosaurus \| \| \| \| \| \| Hesperosaurus \| \| \| \| |
|  |                                                                |
|  | Wuerhosaurus                                                   |
|  |                                                                |
|  | Hesperosaurus                                                  |
|  |                                                                |

|  | Wuerhosaurus  |
|  |               |
|  | Hesperosaurus |
|  |               |

Dat Hesperosaurus en Wuerhosaurus in deze analyses zustersoorten zijn, wijst eerder op ons gebrek aan kennis dan op een zeer nauwe verwantschap: tussen beide taxa zit een leeftijdsverschil van ruim veertig miljoen jaar. Daarbij berust een gedeeld kenmerk, synapomorfie, van hun klade, de van voor naar achter lange rugplaten, waarschijnlijk slechts op een overeenkomende beschadiging van de fossielen.

## Levenswijze
In 2015 stelde Evan Thomas Saitta, die in 2009 als student aan de opgravingen aldaar had meegedaan, op grond van de vondsten in de JRDI 5ES Quarry dat er bij Hesperosaurus sprake was van de seksuele dimorfie. Het ging volgens hem om vijf volwassen individuen. Hoewel de platen niet in verband lagen, meende hij ze in reeksen te kunnen ordenen op grond van de hoek die de platen in zijaanzicht maakten met hun basis. Bij sommige individuen waren de platen dan laag, bij andere hoog. Hij veronderstelde dat de individuen met de hoge platen de wijfjes waren, met de lage platen de mannetjes. De studie is sterk bekritiseerd omdat zij veronderstelde dat het kunnen ordenen in reeksen inhield dat individuen nooit platen van beide typen bezaten. Een zekere ondersteuning voor de hypothese wordt gevonden in het feite dat andere exemplaren per individu hetzelfde type tonen: SMA 0092 heeft hoge platen terwijl HMNS 14, SMA 0018, en VFSMA 001 brede platen bezitten.
Maidment stelde in 2018 dat het kleinere formaat ten opzichte van Stegosaurus kon wijzen op een nicheverdeling waarin Hesperosaurus gespecialiseerd was in het eten van energierijker voedsel.